# Herzogtum Longueville
Das Herzogtum Longueville war ein französisches Lehensterritorium um den Hauptort Longueville in der Normandie.

Provinzen Frankreichs (1477). Die Grafschaft Longueville im Norden, an der Küste.

Es entstand als Herrschaft Longueville, die im Laufe der Zeit zur Grafschaft Longueville und schließlich 1505 zum Herzogtum erweitert wurde, bevor dieses 1694 beim Tod des letzten Herzogs erlosch.

## Geschichte

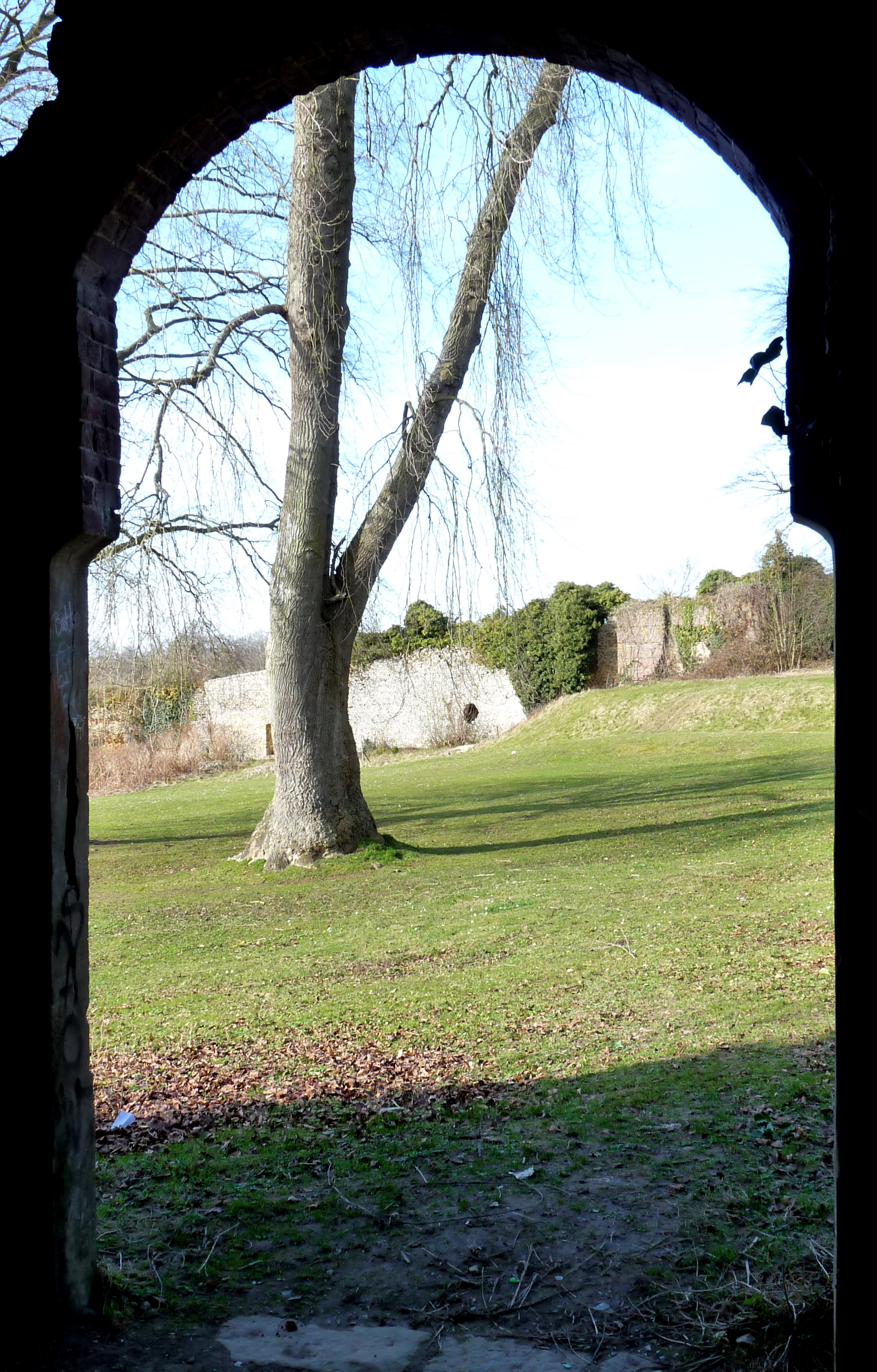
Ruines des Schlosses Longueville-sur-Scie

Sie wurde von Wilhelm dem Eroberer als Herrschaft für seinen Vertrauten Gautier Giffard aus dem Adelsgeschlecht Giffard gegründet. Zu Beginn des 13. Jahrhunderts gehörte sie William Marshal, 1. Earl of Pembroke, dem Regenten Englands.
Während des Hundertjährigen Kriegs wurde Longueville vom französischen König Philipp IV. beschlagnahmt und 1305 seinem Minister Enguerrand de Marigny gegeben. 1314 wurde die Grafschaft wieder beschlagnahmt, Marigny 1315 hingerichtet.
1319 bekam Louis, Graf von Évreux Longueville. Danach gehörte es der Familie der Grafen von Évreux, bis dessen Enkel, König Karl der Böse von Navarra, das Gebiet 1356 an König Karl V. von Frankreich abtreten musste. Karl V. gab Longueville an Karl von Artois, den jüngeren Sohn von Robert III., Prätendent in Artois. Karl von Navarra erhielt Longueville zurück, musste es aber 1364 erneut abgeben.
Karl V. schenkte die Grafschaft am 27. Mai 1364 Bertrand du Guesclin, dem Connétable von Frankreich, wobei die Grafschaft Tancarville, die bis dahin der Grafschaft Longueville unterstand, zum königlichen Lehen gemacht und die Stadt Montivilliers (Seine-Maritime) in die Domaine royal übernommen wurde.
Während der englischen Besetzung des Landes war Longueville im Besitz von Gaston de Foix, Graf von Bénauges. König Karl VII. gab sie Archibald Douglas und schließlich Johann von Orléans, dem Grafen von Dunois und Kampfgefährten der Jeanne d’Arc, der sie an seine Nachkommen vererbte.
1505 wurde die Baronie Auffay mit der Grafschaft vereinigt, und diese zugunsten von François II. zum Herzogtum Longueville erhoben.
Nach dem erbenlosen Tod des Herzogs Jean Louis 1694 fiel Longueville zurück an die Krone (domaine royal).

## Herren von Longueville
- Osbern de Bolbec, Seigneur de Longueville (Haus Giffard)
- Gautier Giffard († vor 1085), dessen Sohn, Herr von Longueville, ging 1066 mit Wilhelm dem Eroberer nach England[1]
- Walter Giffard, 1. Earl of Buckingham († 1102), Herr von Longueville, 1. Earl of Buckingham, dessen Sohn[2]
- André de Baudement († 1142) (Haus Baudement)
- Guy de Baudement († 1144)
- Agnès de Baudement († vor 1217), ⚭ Robert I., Graf von Dreux

## Grafen von Longueville
- William Marshal, 1. Earl of Pembroke (* 1144; † 1219) (Haus Marshal)
- Richard Marshal, 3. Earl of Pembroke († 1234)

- Enguerrand de Marigny († 1315)
- Louis (* 1276; † 1319), Graf von Évreux, 1316 Graf von Longueville
- Philipp von Évreux (* 1301; † 1343), 1325 Graf von Longueville, 1328 König von Navarra
- Karl II. der Böse (* 1332; † 1387), König von Navarra, dessen Bruder, Graf von Longueville bis 1356
- Karl von Artois (* wohl 1328; † wohl 1385)
- Philipp von Navarra (* 1336; † 1363), Bruder Karls, wohl 1361 Graf von Longueville
- Karl von Navarra, 2. Mal bis 1364

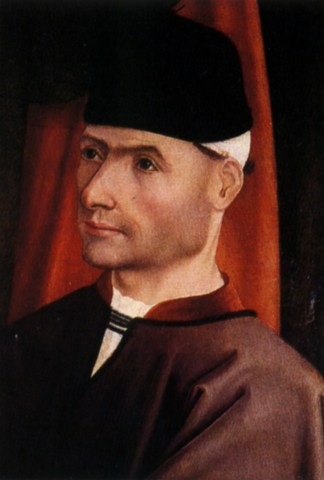
Jean de Dunois, Graf von Longueville (1402–1468)

- Jean de Dunois, Graf von Longueville (1402–1468)Bertrand du Guesclin, 1364–1380 Graf von Longueville
- Gaston von Foix († nach 1455), Graf von Bénauges, 1421 Graf von Longueville
- Archibald Douglas, 4. Earl of Douglas († 1424), 1424 Herzog der Touraine
- Jean de Dunois, der „Bastard von Orléans“ (* 1402, † 1468), außerehelicher Sohn von Herzog Louis de Valois, duc d’Orléans (Haus Valois-Orléans); wurde 1424–1439 Graf von Mortain und Gien, 1427–1430 Graf von Porcéan, 1430 Graf von Périgord, 1439 Graf und Vizegraf von Châteaudun und Dunois, 1443 Graf von Longueville (begründet das Haus Orléans-Longueville)
- François I. (* 1447, † 1491) dessen Sohn, 2. Graf von Dunois, 1488 Graf von Tancarville, Vizegraf von Melun, Großkammerherr von Frankreich, Statthalter der Normandie und der Dauphiné, Connétable und Kämmerer der Normandie
- François II. (* 1478; † 1513), dessen Sohn, 1491 3. Graf von Dunois, Graf von Tancarville und Montgomery, Vizegraf von Melun, im Mai 1505 Herzog von Longueville

## Herzöge von Longueville

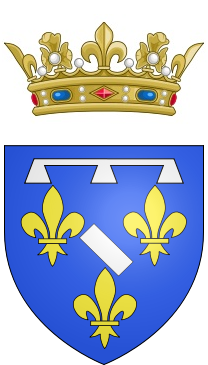
Wappen der Herzöge von Longueville aus dem Haus Orléans-Longueville

- François II. (* 1478; † 1513), dessen Sohn, 1491 3. Graf von Dunois, Graf von Tancarville und Montgomery, Vizegraf von Melun, ab Mai 1505 Herzog von Longueville
- Renée (* 1508, † 1515), 1513 4. Gräfin von Dunois, Tancarville und Montgomery, Tochter François’ II.
- Louis I., † 1516, Bruder von François II., 1504–1513 souveräner Graf von Neuenburg etc., 1515 2. Herzog von Longueville, 5. Graf von Dunois, Tancarville und Montgomery, 1. Fürst von Chatel-Allion, Vizegraf von Melun, Abbeville, Montreuil-sur-Mer etc.
- Claude (1508–1524), dessen Sohn, 1516–1524 3. Herzog von Longueville, 1516 2. souveräner Graf von Neuenburg, 6. Graf von Dunois
- Louis II. (1510–1537), dessen Bruder, 4. Herzog von Longueville 1524, 3. souveräner Graf von Neuenburg, 7. Graf von Dunois etc.
- François III. (1535–1551), dessen Sohn, 5. Herzog von Longueville 1537, 4. souveräner Graf von Neuenburg, 8. Graf von Dunois
  - François (1513–1548), Marquis de Rothelin, Bruder von Louis II.
- Léonor (1540–1573), dessen Sohn, 6. Herzog von Longueville 1551, 5. souveräner Graf von Neuenburg, 9. Graf von Dunois
- Henri I. (1568–1595), dessen Sohn, 7. Herzog von Longueville 1573, 6. souveräner Graf von Neuenburg, 10. Graf von Dunois
- Henri II. (* 1595; † 1663), dessen Sohn, 8. Herzog von Longueville 1595, Fürst von Neuenburg, 11. Graf von Dunois
- Jean Louis († 1694), dessen Sohn, 9. Herzog von Longueville 1663–1668, 2. Fürst von Neuenburg, 12. Graf von Dunois
- Charles Paris († 1672), dessen Halbbruder, 10. Herzog von Longueville 1668–1672, 3. Fürst von Neuenburg, 13. Graf von Dunois
- Jean Louis, 2. Mal, 1672–1694